# Sumberagung (Klego)
Sumberagung is een bestuurslaag in het regentschap Boyolali van de provincie Midden-Java, Indonesië. Sumberagung telt 4445 inwoners (volkstelling 2010).